# Lithocarpus scyphiger
Lithocarpus scyphiger är en bokväxtart som först beskrevs av Henry Fletcher Hance, och fick sitt nu gällande namn av Aimée Antoinette Camus. Lithocarpus scyphiger ingår i släktet Lithocarpus och familjen bokväxter. Inga underarter finns listade.